# Darya Klishina
Darya Igorevna Klishina (em russo:  Дарья Игоревна Клишина; Tver, 15 de janeiro de 1991) é uma saltadora em distância russa. 
Ela detém o recorde júnior russo com 7,03 metros, a segunda melhor marca júnior de todos os tempos.
Devido ao escândalo de dopagem em massa no esporte russo, e o banimento da equipe de atletismo do país na Rio 2016, Klishina foi a única a obter autorização da IAAF para participar deste evento. No ano seguinte, também competindo como "Atleta Neutra Autorizada", competindo individualmente sem bandeira, conseguiu sua primeira medalha num torneio global adulto - prata - saltando 7,00 metros no Campeonato Mundial de Atletismo realizado em Londres.

## Melhores marcas pessoais
| Evento                      | Marca | Local   | Data       |
| --------------------------- | ----- | ------- | ---------- |
| Salto em distância, outdoor | 7.05  | Ostrava | 17/07/2011 |
| Salto em distância, indoor  | 6.87  | Moscou  | 07/02/2010 |